# Suomenlainen
Suomenlainen is een Fins eiland en is gelegen in de Torne, die hier de grens vormt tussen Finland en Zweden. Het eiland heeft geen oeververbindingen. Het driehoekige eiland meet ongeveer 750 x 500 x 900 meter. Het vormt samen met Puittamonsaari, Pukulmi, Apajasaari en Roomisaari een barrière in de rivier. het is door een kreek van Apajasaari gescheiden.
Ajasaari · Apajasaari · Esisaari · Fluurinsaari · Haapasaari (Neistenkangas) · Haapasaari (Ylitornio) · Haapakylänsaari · Hietanen (Junosuando) · Hietanen (Risudden) · Hietasaari · Hurulanhieta · Huukinsaari · Isomatala · Jokarasaari · Julkatteensaari · Kahvisaari · Kalliosaari · Kammalisaari · Karhakansaari · Karjosaari · Kauvosaari · Keppaansaari · Koivusaari · Korkeasaari · Korvenhieta · Kuoksunsaari · Kurkkiosaari · Kustonhieta · Kuusisaari (Anttis) · Kuusisaari (Junosuando) · Kuusisaari (Kurkkio) · Kuusisaari (Lovikka) · Kuussaari · Kylänsaari (Alkullen) · Kylänsaari (Pello) · Lampssaari · Laurinhieta · Lehmisaari · Lehtisaari · Leipiösaari · Lethisaari · Liakansaari · likasaari · Makottimensaari · Matosaari · Mattilansaari · Mikkolansaari · Mustasaari · Muurassaari · Nautapuojinsaari · Niittysaari · Nivansaari · Nyttysaari · Oravaisensaari · Paakosaari · Paamasaari · Paavosaari · Pahtasaari · Palasaari · Palosaari · Patokari · Pättäkkäsaari · Peittarisaari · Peltosaari · Pikisaari · Pikkumatala · Pohjukansaari · Porosaari · Puitonsaari · Puittamonsaari · Pukulmi · Revonniemi · Roomisaari · Rovanhieta · Rovasaari · Ruottinsaari · Saari (eiland) · Sauvosaari · Savisari · Selkasaari · Servosaari · Sölkäsaari · Suensaari · Suomenlainen · Tanskinsaari · Teppolansaari · Toivolansaari · Torakansaari · Vähäsaari · Vainsaari · Vasikkasaari · Vittasaari · Vuopionsaari